# بازارگرایی

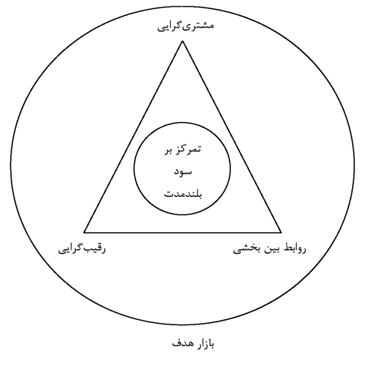
مولفه‌های بازارگرایی در معروف‌ترین مدل این حوزه که در سال ۱۹۹۰ توسط نارور و اسلاتر تشریح گردید.

بازارگرایی یا بازار محوری یا مدیریت مبتنی بر بازار، همگی معادل ترجمه شدهٔ واژه (Market Orientation) هستند که به نوعی از بازاریابی مدرن اطلاق می‌شود. اولین بار در سال ۱۹۸۸ شاپیرو آن را مطرح کرد؛ سپس برای سالیان متمادی در مقالات مختلف مورد پیگیری، تست و توسعه قرار گرفت. علی‌رغم مبهم بودن مفهوم بازارگرایی، شاید به‌طور ساده بتوان آن را این‌گونه تعریف کرد: یک دیدگاه بلند مدت سازمانی است که اعتقاد دارد تمام اجزاء سازمان شامل فلسفه، اهداف، فرهنگ، رفتار و نیز منابع اطلاعاتی و ... باید حول محوریت بازار خارجی و نتایج کسب شده در آن بازار بگردند؛ مشتری‌گرا و رقابت‌جو باشند و محیط رقابتی را مبتنی بر دو مولفه «بازارگرایی داخلی و بازارگرایی خارجی» تحلیل و برنامه‌ریزی نمایند. در ادبیات مدیریت اصطلاحات متفاوتی برای اشاره به مفهوم بازارگرایی وجود دارد؛ تقریباً تمام مقالاتی که از اصطلاحات بازاریابی یکپارچه، بازاریابی گرایی، بازار-رهبری، مشتری-گرایی یا فرهنگ بازارگرایی استفاده کرده‌اند را می‌توانیم در زمره همین اصطلاح بازارگرایی طبقه‌بندی کنیم. در ایران مقالات معدودی در این باب نوشته شده ولی به کارگیری این استراتژی بازاریابی، کماکان مغفول بوده‌است.

## بازارگرایی خارجی
شالوده اصلی تفکر بازارگرایی، بازار خارجی سازمان است. زمانی که بازارگرایی، با تأکید بر مشتریان و رقبا تحلیل می‌شود، فقط بازار خارجی سازمان، در محاسبات لحاظ شده‌است. منظور از بازار خارجی همان بازار سازمان است که در آن مبادلات و خرید و فروش صورت می‌گیرد و تأمین منابع سازمان از آن طریق است. موفقیت در بازار خارجی شرطی لازم برای حفظ بقای سازمان باشد. این مفهوم در تقابل با بازار داخلی که در ادامه ذکر خواهد شد. اساساً در مطالعات مدیریت، هرزمان که بازار نوشته می‌شود، منظور بازار خارجی است.
بازارگرایی خارجی به آن معناست که تمام اجزاء سازمان، به نوعی بر اساس بازار خارجی سازمان دهی و بازتعریف، شوند. فلسفه، اهداف و فرهنگ سازمان، باید به گونه ای باشند که موفقیت بلندمدت شرکت در تعامل با مشتریان و تقابل با رقبا را تضمین کنند.

## بازارگرایی داخلی
بازارگرایی داخلی، ابزاری برای پیاده‌سازی بازاریابی داخلی است. شاید به‌طور ساده بتوان مدعی شد؛ اساس نظریه بازارگرایی داخلی، این است که؛ بر کارکنان، به عنوان مشتریان داخلی سازمان، تمرکز شود و تعامل صحیح با آنها در صدر امور سازمان قرار گیرد و دقیقاً همانگونه که در بازارگرایی خارجی، مشتریان سازمان را ملاحظه می‌کردیم؛ در بازارگرایی داخلی، به کارکنان اهمیت داده شود. در این حوزه شاخص‌های مناسبی برای اندازه‌گیری وجود ندارد و از نظر اجرائی، در تمام جهان، بسیار ضعیف عمل شده‌است.

## انواع مدل‌های بازارگرایی[۲]
انواع زیادی از مدل‌سازی‌ها برای بازارگرایی ذکر گردیده‌است. در دیدگاه‌های مختلف آن را متفاوت تحلیل کرده‌اند و مدل‌سازی نمودند.

### دیدگاه فلسفی
که بازارگرایی را فلسفهٔ کسب و کار می‌پندارد و معتقد است باید تمام سازمان برای تحقق فلسفه سازمان بجنگد.

### دیدگاه استراتژیک
برخی بازارگرایی را به عنوان بخشی از مدیریت استراتژیک مورد پژوهش قرار داده‌اند و مطالعات خود را بر این اساس بنیان ساخته‌اند که گویی، بازارگرایی یک استراتژی سازمانی است.

### دیدگاه بازاریابانه
بسیاری از پژوهشگران، اعتقاد دارند؛ بازارگرایی قبل از هر چیز دیگری، ابزار عملیاتی کردنِ مفهوم بازاریابی است و بازارگرایی را میزانِ پیاده سازیِ مفهوم بازاریابی در سازمان، تعریف کرده‌اند.

### دیدگاه منبع محور
برخی از پژوهشگران بازارگرایی را یکی از دارایی‌های نامشهود سازمان به حساب می‌آورند و برخی آن را منبعی برای رقابت و برخی دیگر، شایستگی رقابتی دانسته‌اند. این دیدگاهی است که؛ بازارگرایی را نه عامل استقرار مفهوم بازاریابی؛ بلکه مکمل آن و عامل ایجاد مزیت رقابتی می‌داند.

### دیدگاه فرهنگی
معروفترین مدل بازارگرایی این مدل است. معروفترین نظریه پردازان حوزه، نارور و اسلاتر چنین دیدگاهی به بازارگرایی داشتند. در این دیدگاه، بازارگرایی، یک فرهنگ سازمانی دانسته شده که به گونه ای اثربخش و کارا، رفتارهای لازمهٔ خلقِ ارزشِ برتر برای خریداران را ایجاد می‌کند و همچنین عامل افزایش مستمر در عملکرد سازمان است.

### دیدگاه رفتاری/اطلاعاتی
که با مدل سال ۱۹۹۰ کهلی و جاورسکی شناخته می‌شود. این دیدگاه نیز همچون دیدگاه فرهنگی تقریباً در تمام پژوهش‌های این حوزه مورد بررسی بوده و در بسیاری از موارد به عنوان مدل اصلی پژوهش، استفاده شده‌است. مشخصه‌های دیدگاه رفتاری چنین بیان شده‌است:
1. ایجاد اطلاعات هوشمندانه دربارهٔ مشتریان و رقبا
2. انتشار این اطلاعات در تمام سازمان
3. هماهنگ‌کردن فعالیتهای افراد و گروه‌های مختلف در سازمان
4. توسعه و اجرای پاسخ‌ها

منظور از پاسخگویی به بازار توانایی برای توسعه و مدیریت سریع پروژه‌ها و نیز واکنش به هنگام، نسبت به تغییرات بازار است.

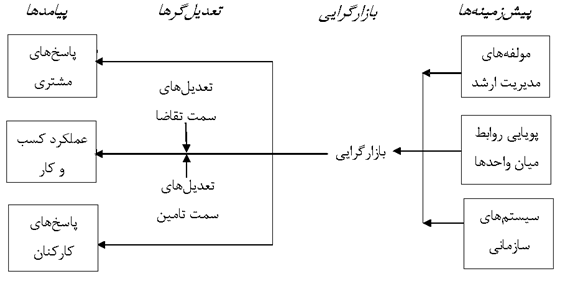
توصیف فرایند بازارگرایی به روایت جاورسکی و کهلی 1990

### دیدگاه یادگیری
در مطالعات فراوانی از بازارگرایی، یادگیری نقشی پررنگ داشته‌است. بعضی از محققان با ذکر اینکه در سازمانهای بازارگرا، نیازی دائمی به یادگیری در حوزه بازار وجود دارد؛ بازارگرایی را زیرمجموعه ای از یادگیری گرایی معرفی می‌کنند.

### دیدگاه‌های ترکیبی
در این مدل، پژوهشگر یا نظریه‌پرداز، بعضی از دیدگاه‌ها را با هم ترکیب می‌کند و یک دیدگاه جدید می‌سازد، مثلاً دیدگاه فلسفی و استراتژیک را ترکیب می‌کند یا دیدگاه فرهنگی و رفتاری را و از این قبیل.
لازم است ذکر شود که تمامی این مدل‌ها، برگرفته از تحقیق و ذهنیتی است که نویسندگان نسبت به دسته‌بندی کردن دارند. بدیهی است که با دیدگاه‌های دیگر، می‌توان، به گونه ای متفاوت، دسته‌بندی نمود.